# Trichromothrips oahuensis
Trichromothrips oahuensis är en insektsart som först beskrevs av Nakahara 1993.  Trichromothrips oahuensis ingår i släktet Trichromothrips och familjen smaltripsar. Inga underarter finns listade i Catalogue of Life.